# 15568 Jathe
A 15568 Jathe (ideiglenes jelöléssel (15568) 2000 GP54) a Naprendszer kisbolygóövében található aszteroida. A LINEAR projekt keretében fedezték fel 2000. április 5-én.